# 奈良市立都祁中学校
奈良市立都祁中学校（ならしりつ つげちゅうがっこう）は、奈良県奈良市針町にある公立中学校。

## 沿革
- 1964年（昭和39年）4月1日 - 都介野中と六郷中を統合し、都祁村立都祁中学校として開校。
- 2005年（平成17年）4月1日 - 市町村合併により、奈良市立都祁中学校と改称。

## 通学区域
- 奈良市立都祁小学校通学区域[1]

## 通学区域が隣接している学校
- 奈良市立田原中学校
- 山添村立山添中学校
- 宇陀市立室生中学校
- 宇陀市立榛原中学校
- 桜井市立桜井東中学校
- 天理市立福住中学校